# Vsota
Vsôta (seštévek, s tujko súma) (latinsko summa - vsota, celotni znesek, splošna količina) je število, ki je rezultat aritmetične dvočlene operacije seštevanja.
{\displaystyle V=a+b\;,}
{\displaystyle V=a_{1}+a_{2}+...+a_{n}\;.}
V - vrednost vsote,
a+b - vsota,
a, b - seštevanec (sumand).
V matematiki se vsota označuje z veliko grško črko sigma (Σ). Seštevamo lahko tudi druge objekte: vektorje, matrike, kompleksna števila, ...